# Décès en février 2003
Décès
- 1999
- 2000
- 2001
- 2002
- 2003
- 2004
- 2005
- 2006
- 2007

Pour une information complémentaire, voir la page d'aide.

| Date        | Nom                       | Activités                                                                                 | Âge | Source |
| ----------- | ------------------------- | ----------------------------------------------------------------------------------------- | --- | ------ |
| 1er février | Michael P. Anderson       | astronaute américain                                                                      | 43  |        |
| 1er février | David McDowell Brown      | astronaute américain                                                                      | 46  |        |
| 1er février | Kalpana Chawla            | spationaute indienne                                                                      | 41  |        |
| 1er février | Laurel Clark              | astronaute américaine                                                                     | 41  |        |
| 1er février | Rick Douglas Husband      | astronaute et militaire américain                                                         | 45  |        |
| 1er février | William Cameron McCool    | astronaute américain                                                                      | 41  |        |
| 1er février | Ilan Ramon                | premier astronaute israélien, pilote de chasse, colonel dans l’armée de l’air israélienne | 48  |        |
| 2 février   | Lou Harrison              | compositeur contemporain américain                                                        | 85  |        |
| 4 février   | André Noyelle             | coureur cycliste belge                                                                    | 71  |        |
| 5 février   | Paul Patrone              | Footballeur français.                                                                     | 88  |        |
| 6 février   | René Haby                 | homme politique français, ministre de l'éducation nationale, auteur de la Loi Haby        | 83  |        |
| 9 février   | Lev Mikhaïlov             | clarinettiste et saxophoniste soviétique puis russe                                       | 66  | (en)   |
| 9 février   | Vera Ralston              | actrice tchèque                                                                           | 83  |        |
| 10 février  | Alfred Aston              | Footballeur international français devenu entraîneur.                                     | 90  |        |
| 10 février  | Max Pécas                 | Réalisateur, scénariste et producteur de cinéma français.                                 | 77  |        |
| 10 février  | Jan Veselý                | coureur cycliste tchèque                                                                  | 79  |        |
| 11 février  | Michel Graillier          | pianiste de jazz français                                                                 | 56  |        |
| 11 février  | Daniel Toscan du Plantier | producteur français                                                                       | 61  |        |
| 17 février  | Jacques Le Cordier        | évêque catholique français, premier évêque de Saint-Denis                                 | 98  |        |
| 20 février  | Maurice Blanchot          | romancier, critique littéraire et philosophe français                                     | 95  |        |
| 22 février  | Daniel Taradash           | scénariste américain                                                                      | 90  |        |
| 23 février  | Robert King Merton        | sociologue américain                                                                      | 92  |        |
| 23 février  | Hasanagha Turabov         | acteur soviétique puis azerbaïdjanais                                                     | 64  | (en)   |
| 24 février  | Bernard Loiseau           | chef cuisinier français                                                                   | 52  |        |
| 25 février  | René Römer                | gouverneur des Antilles néerlandaises                                                     | 73  | (en)   |
| 25 février  | Alberto Sordi             | acteur, réalisateur et scénariste italien                                                 | 82  |        |
| 28 février  | Albert Batteux            | Footballeur international français devenu entraîneur et sélectionneur de son pays.        | 83  |        |